# Vilmos Apor

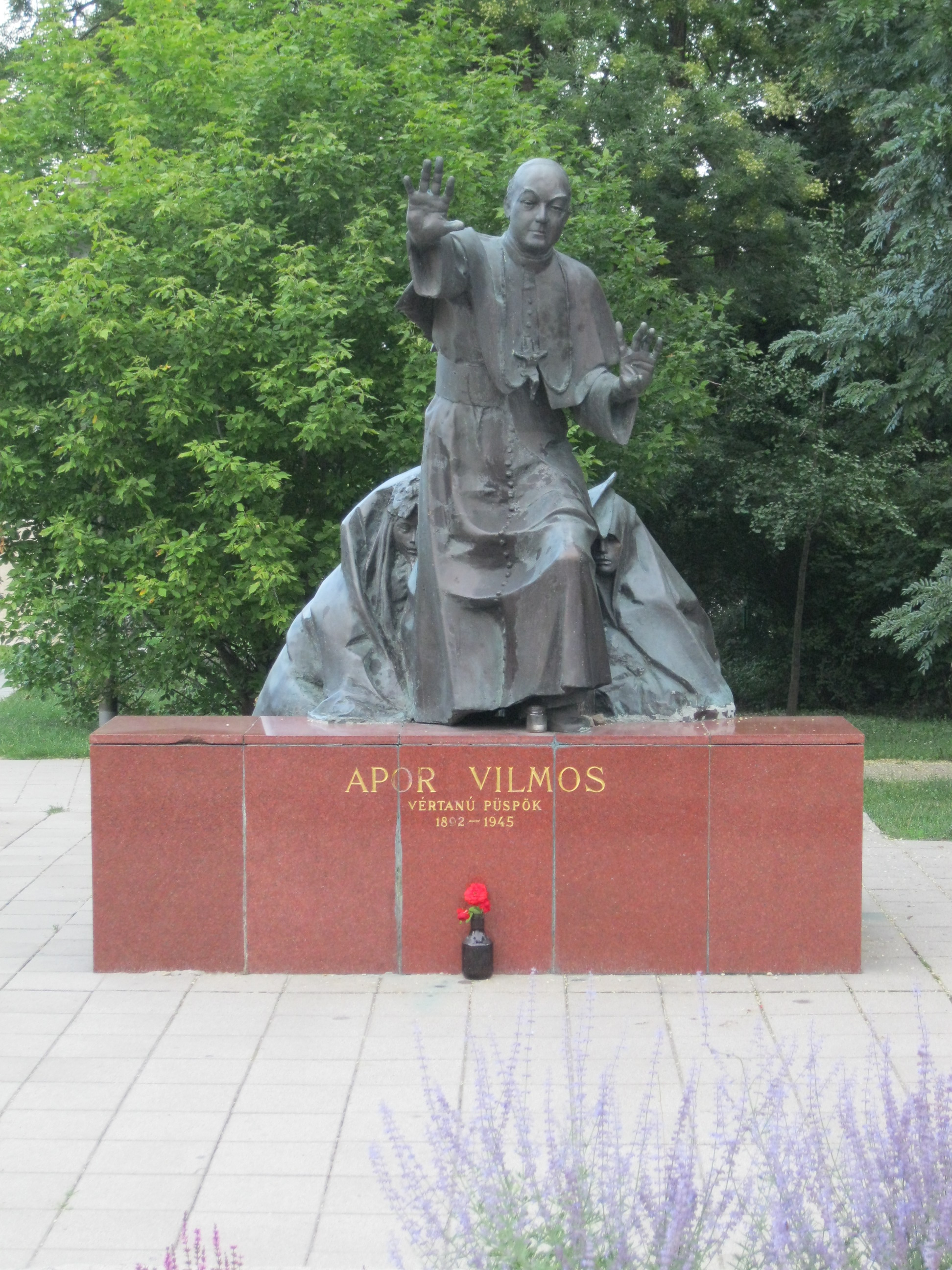
Monumentul Apor din Budapesta. Inscripție: VILMOS APOR - episcop martir - 1892-1945

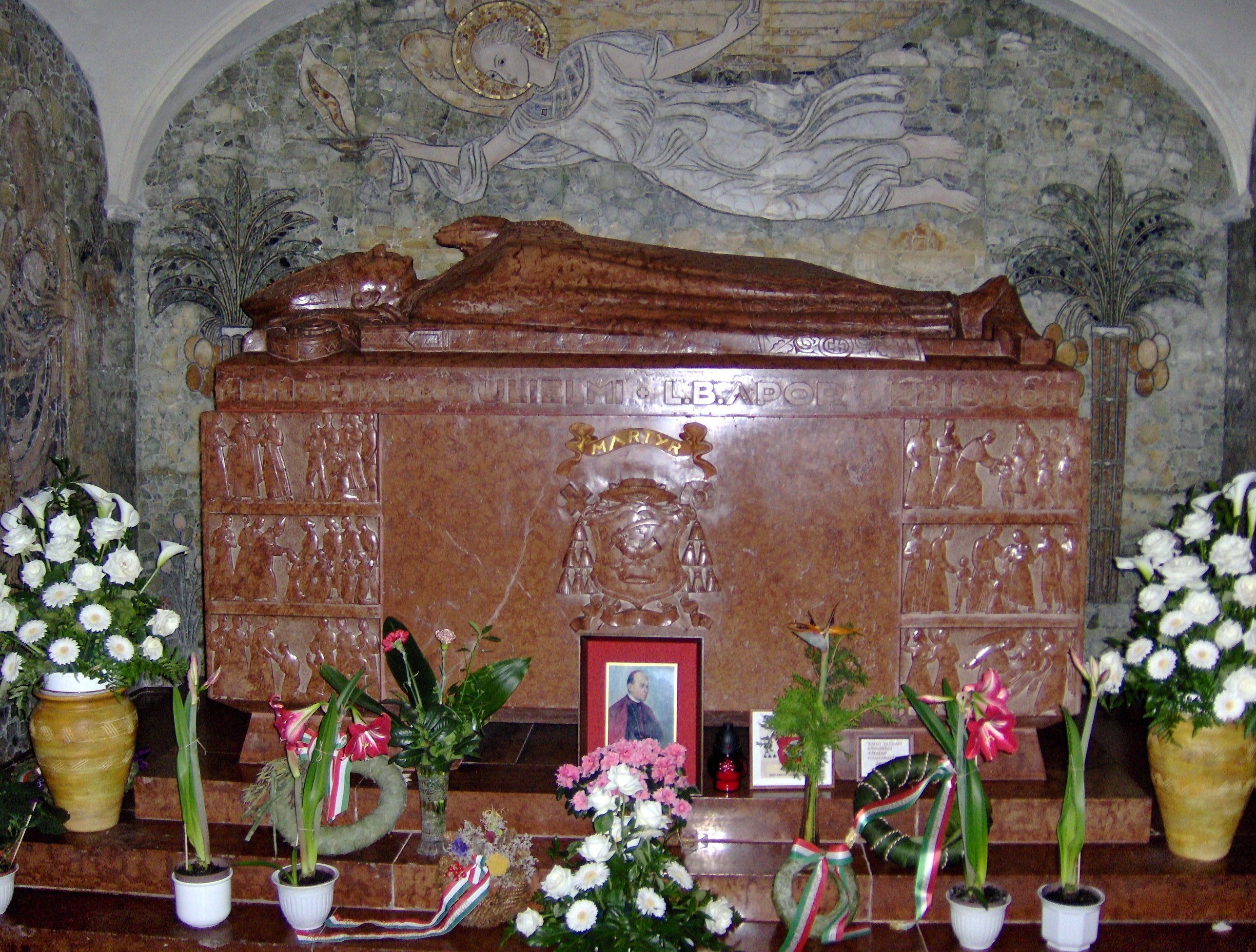
Mormântul lui Vilmos Apor, Basilica Minor, Győr

Vilmos Apor (n. 29 februarie 1892, Sighișoara, Austro-Ungaria – d. 2 aprilie 1945, Győr, Ungaria) a fost un aristocrat și un cleric maghiar transilvănean, episcop al Diecezei de Győr între 1941-1945, drept între popoare și fericit în Biserica Romano-Catolică.
Tatăl său a fost Gábor Apor, prefect al comitatului Târnava Mare, cu merite în dezvoltarea economică a acestuia.
A fost hirotonit preot la Oradea, în data de 24 august 1915.
În timpul celui de-al Doilea Război Mondial a protestat, fără succes, împotriva persecutării evreilor maghiari de către autorități.
A fost împușcat în data de 30 martie 1945 de către soldați ai trupelor Armatei Roșii, în timp ce se opunea fizic intrării soldaților sovietici în reședința episcopală, unde se aflau numeroși refugiați. A murit la trei zile după incident. Unul din martorii incidentului a fost avocatul clujean Aurel Socol.
La plângerea făcută pe lângă autoritățile militare de ocupație de către János Kádár, autorii crimei au fost identificați, condamnați de Curtea Militară a Armatei Roșii, degradați militar și executați în public în orașul Győr.
A fost beatificat de către papa Ioan Paul al II-lea în 1997, cu ziua de sărbătoare pe 23 mai.
Statul Israel i-a acordat titlul de „drept între popoare”.